# Ceresium manchuricum
Ceresium manchuricum är en skalbaggsart som beskrevs av Hayashi 1957. Ceresium manchuricum ingår i släktet Ceresium och familjen långhorningar. Inga underarter finns listade i Catalogue of Life.